# Ichika Nito
Ichika Nito（いちか にとう）は日本のギタリスト。バンド・Diosのメンバーで、ギターを担当。所属事務所はアミューズ。妻はシンガーソングライターのみゆはん。

## 略歴
2016年にInstagramにギターの演奏動画の投稿を開始。タッピングなどを駆使した独創的な奏法によるテクニカルな演奏、想像力を掻き立てる個性的なメロディで、その動画の多くが3万再生を超えるなど国内外で話題を集める。
2017年1月にTaWaRaのViViXレーベルより1st EP『forn』をリリースしデビュー。5月にIbanezとのエンドース契約を締結。6月にギタリスト・genとのユニット・Among the SleepとしてEP『Casket』をリリース。7月にDADARAYの大阪BIGCAT公演でオープニング・アクトを務め初ライブ。9月にはシンガポールで行われたCHARA EXPO 2017でのMYTH & ROIDのステージにサポート・ギタリストとして参加。
2018年3月、川谷絵音に声を掛けられインストゥルメンタルバンド・ichikoroを結成、配信シングル『ichiroove』をリリース。
2020年7月に発表されたイギリスのギター雑誌『Total Guitar』の、読者が選ぶ「現在最高のギタリスト100選」で8位に選出される。
2021年3月にはたなか、ササノマリイと共にバンド・Diosを結成し、同月1stシングル『逃避行』をリリース。
2022年6月にDiosのデビュー・アルバム『CASTLE』をリリース。また同月にリリースされたマシン・ガン・ケリーのアルバム『Mainstream Sellout(Life in Pink deluxe edition)』内の曲「more than life ft. glaive」にトラヴィス・バーカーらと共にプロデュース、作曲、編曲で参加。

## 人物
最初に触れた楽器はギターではなくピアノであった。ピアノ教師だった祖母から、3歳でジャズピアノを習う。父親がCDを聴いていたのがきっかけでビル・エヴァンスの影響を受ける。その後様々な音楽を聴くにつれて「1つの楽器で聴いている人の心を動かしたい」という気持ちが強くなり、ソリストを目指すことにした。
しかしピアノは弾き方・曲の作り方などのシステムが完成されている上に、演奏家の数も圧倒的に多いことから、ピアノの道に進むことは断念。一方でギターとベースは開拓の余地が残されており、自分も入っていけるのではないかという思いと、誰が聴いても魅了される音楽をギター1本、ベース1本で作ってみたいという思いからギタリストの道へ進む。
ヘヴィメタルに影響を受けており、アイアン・メイデンの2ndアルバム『Killers』は全曲弾けるほど熱中したと語っている。その他にもヴァン・ヘイレン、デイヴィッド・リー・ロスなどのバンドからも影響を受けている。
大学時代はウイルス研究をしており、2017年4月から大学院に進む予定だったが、同年1月にリリースした『forn』に予想以上の反響があり、進学を取りやめて音楽活動に専念することにした。
オリジナル曲を作り始めたのは高校生の時。作曲も演奏もほぼ独学で、タッピングや両手を使った演奏、リズムの作り方も全て自分で考えて研究し編み出したものである。
曲作りのスタイルとしては、まず頭の中にあるイメージの中のパーツを一つずつギターで表現し、それらを録音しておいて曲として構築していく方法を取っている。レコーディングは基本的に一発録りのため、レコーディングに至るまですごく時間がかかることもある。
2024年3月23日、シンガーソングライターのみゆはんと入籍したことを発表した。

## 作品

### Among The Sleep
EP

## 使用機材
- エレクトリック・ギター
  - Ibanez ICHI10-VWM Ichika Nito Signature Model
  - Ibanez ICHI00-VWH Ichika Nito Signature Model
  - Ibanez Premium S1027PBF
  - Ibanez IRON LABEL RGAIX7U-ABS Antique Brown Stained
  - Ibanez J Custom RG8570Z-BRE Black Rutile
  - Ibanez J Custom RG8420ZD-RBS
  - Ibanez Talman Prestige Series TM1730
  - Ibanez S5527QFX
  - Fender Classic Series ’72 Telecaster Thinline Electric Guitar Natural
  - Fender AMERICAN ELITE STRATOCASTER®
  - Fender Acoustasonic Telecaster Natural
  - Fender American Ultra Jazzmaster®, Rosewood Fingerboard, Mocha Burst
  - Fender Player Mustang®, Maple Fingerboard, Sienna Sunburst
- エレクトリックベース
  - Dingwall Combustion NG-2
  - Ibanez EHB1005MS